# Chrysolina suffriani
Chrysolina suffriani es un coleóptero de la familia Chrysomelidae.
Fue descrita científicamente en 1859 por Fairmaire.